# Havlíčkův Brod Sharks
Havlíčkův Brod Sharks byl havlíčkobrodský florbalový klub.
Mužský tým hrál nejvyšší florbalovou soutěž od jejího druhého ročníku 1994/1995. Jejich největším úspěchem je čtvrté místo v první sezóně a postup do čtvrtfinále z pátého místa v sezóně 1997/1998. V roce 2000 tým z ligy vypadl a zanikl. V této poslední sezóně prohráli 3 : 27 s týmem FBC Ostrava, což je k roku 2023 stále nejvyšší porážka v historii soutěže.

## Sezóny
| Sezóna    | Úroveň | Soutěž  | Umístění | Poznámka                                                    |
| --------- | ------ | ------- | -------- | ----------------------------------------------------------- |
| 1993/1994 | 2      | 2. liga |          | Postup do vyšší ligy                                        |
| 1994/1995 | 1      | 1. liga | 4.       | Hrála se jen základní část                                  |
| 1995/1996 | 1      | 1. liga | 9.       | Hrála se jen základní část                                  |
| 1996/1997 | 1      | 1. liga | 5.       | Udržení v lize                                              |
| 1997/1998 | 1      | 1. liga | 5.       | Vypadnutí ve čtvrtfinále play-off proti 1. SC SSK Vítkovice |
| 1998/1999 | 1      | 1. liga | 10.      | Udržení v lize                                              |
| 1999/2000 | 1      | 1. liga | 12.      | Vypadnutí ze soutěže                                        |